# La Liberté de l'Est
La Liberté de l'Est était un quotidien régional  français originaire de la ville d'Épinal, s'intéressant particulièrement à l'actualité du département des Vosges et de quelques communes limitrophes de Haute-Saône et de Meurthe-et-Moselle. À compter du 2 janvier 2009, il a disparu au bénéfice du nouveau quotidien départemental : Vosges Matin.

## Historique[2]
- 12 mars 1945 : Sortie du premier numéro. Créé par Gaston Chatelain, ancien instituteur et membre actif du maquis de la Piquante Pierre, le nouveau journal succède à L'Express de l'Est, collaborationniste, fondé par Paul Lederlin en 1921 et que contrôlaient depuis 1937 des industriels vosgiens menés par Georges Laederich, et au Démocrate de l'Est, fondé à la Libération par des résistants et par l'ancien directeur de L'Express de l'Est, Louis Leroux.
- 1947 : Deux éditions : Vosges et Haute-Saône.
- 1967 : Quatre éditions : Épinal, Neufchâteau, Saint-Dié et Haute-Saône.
- 2 janvier 1968 : Abandon de l'édition de Haute-Saône et remplacement par l'édition de Remiremont.
- 20 septembre 1970 : Lancement de La Liberté de l'Est Dimanche.
- 1er janvier 1975 : Création du service de publicité, précédemment en régie Agence Havas.
- 26 septembre 1995 : La Voix du Nord achète 50 % du capital.
- 22 octobre 1999 : La Liberté de l'Est est rachetée par L'Est républicain.
- Octobre 2000 : Les pages de La Liberté de l'Est et de L'Est Républicain de Neufchâteau, de Remiremont et de Saint-Dié fusionnent.
- 6 novembre 2006 : Supplément sport du lundi au format tabloïd.
- 31 décembre 2008 : Parution du dernier numéro du titre.